# Johannes Schmitt
Johannes Schmitt (ur. 18 lutego 1943 w Berlinie, zm. 28 grudnia 2003 w Küssnacht) – niemiecki lekkoatleta, sprinter, mistrz Europy z 1962. W czasie swojej kariery reprezentował Republikę Federalną Niemiec.
Specjalizował się w biegu na 400 metrów. Startując we wspólnej reprezentacji Niemiec na mistrzostwach Europy w 1962 w Belgradzie wywalczył złoty medal w sztafecie 4 × 400 metrów, która biegła w składzie: Schmitt, Wilfried Kindermann, Hans-Joachim Reske i Manfred Kinder.
Wystąpił na igrzyskach olimpijskich w 1964 w Tokio. Odpadł w ćwierćfinale biegu na 400 metrów, a niemiecka sztafeta 4 × 400 metrów (w składzie: Jörg Jüttner, Hans-Ulrich Schulz, Schmitt i Kinder) zajęła 5. miejsce w finale.
Był mistrzem RFN w sztafecie 4 × 100 metrów w 1964, a także wicemistrzem w biegu na 400 metrów w 1963 i 1964.